# Zvenigorod
Huyện Zvenigorod (tiếng Nga: Звени́город) là một huyện hành chính tự quản (raion), của Tỉnh Moskva, Nga. Huyện có diện tích 7 km², dân số thời điểm ngày 1 tháng 1 năm 2000 là 14000 người. Trung tâm của huyện đóng ở Zvenigorod.